# Milichiella longiseta
Milichiella longiseta är en tvåvingeart som beskrevs av Elmo Hardy och Mercedes Delfinado 1980. Milichiella longiseta ingår i släktet Milichiella och familjen sprickflugor.

## Utbredning
Artens utbredningsområde är Hawaii.